# Araucanobunus juberthiei
Araucanobunus juberthiei is een hooiwagen uit de familie Triaenonychidae. De wetenschappelijke naam van Araucanobunus juberthiei gaat terug op Munoz-Cuevas.